# Abramowo (rejon tichwiński)
Abramowo (ros. Абрамово) – wieś (ros. деревня, trb. dieriewnia) w Rosji, w obwodzie leningradzkim, w rejonie tichwińskim, na gańkowskim osiedlu wiejskim.